# 南六公路
南六公路，是位于上海市的一条省级公路，被编为上海省道222的一部分。该道路北至浦东新区祝桥镇上海迎宾高速枢纽，南至浦东新区沪南公路口，经过浦东新区，全长10.2公里公里，以南汇、六灶各取一个字得名。原为沪南公路至三灶的公路，长4.2千米，1975年9月开工，1979年竣工。1986年开始，延伸到周祝公路（六灶），1992年竣工并更名南六公路。1997年6月，一期拓宽工程开工，同年12月完工。二期工程则将该道路继续延伸到上海迎宾高速。
依据上海市人民政府的公示，该道路全线将在被改造之后并入228国道。

## 主要交会道路（北向南）
- 迎宾高速接华东路（华东路立交桥）
- 六陈路
- 航城路
- 周邓公路
- 周祝公路
- 崇溪路
- 宣秋路（ 申嘉湖高速）
- 环园南路
- 下盐路
- 人民西路/航三路
- 沪南公路（ 122省道）接南芦公路